# Rob Manfred
Robert D. "Rob" Manfred Jr, född den 28 september 1958 i Rome i delstaten New York, är en amerikansk idrottsledare och jurist som är basebollkommissarie (commissioner), den högsta tjänstemannen och ansvariga chefen för den professionella basebollen i Nordamerika inklusive Major League Baseball (MLB). Manfred tillträdde som kommissarie den 25 januari 2015 och efterträdde Bud Selig.

## Uppväxt
Manfred växte upp i Rome i delstaten New York. Hans mor var lärare och hans far var chef på ett företag i kopparbranschen. Manfred höll som ung på New York Yankees.

## Utbildning
Manfred började sina universitetsstudier vid Le Moyne College i Syracuse. Han var duktig i tennis och tog en plats i skollaget som förstaårsstudent. Han bytte efter det andra läsåret till Cornell University och tog en fil. kand. där 1980. Han tog därefter juristexamen cum laude 1983 vid Harvard Law School, där han var en av redaktörerna på tidskriften Harvard Law Review.

## Tidig karriär
Efter examen arbetade Manfred som notarie vid en district court i Massachusetts innan han började arbeta med arbetsrätt på advokatfirman Morgan, Lewis and Bockius i Washington, D.C., där han blev delägare 1993. Advokatfirman hade sedan länge anlitats av Major League Baseball (MLB).

## Karriär hos MLB
Manfred anlitades först av Major League Baseball (MLB) som en extern jurist i slutet av 1980-talet och arbetade med MLB:s kollektivavtal med spelarfacket MLBPA 1989–1990. Därefter arbetade han nära Bud Selig, som då var chef för MLB:s verkställande utskott, med att försöka införa intäktsdelning mellan MLB-klubbarna. Han var med och förhandlade fram kollektivavtal igen 1994, vilket innehöll regler för intäktsdelning för första gången.
När Selig, som varit tillförordnad kommissarie sedan 1992, blev ordinarie kommissarie 1998 var Manfred en av de första som han anställde. Manfred fick ansvar för förhandlingarna mellan klubbägarna och spelarfacket. Manfred var MLB:s chefsförhandlare 2002, 2006 och 2011 och lyckades få igenom utökad intäktsdelning och införandet av obligatoriska dopningstester för första gången i MLB. Han var ansvarig för dopningsutredningen 2013 som ledde till avstängning av 14 spelare, däribland ett drygt års avstängning av stjärnspelaren Alex Rodriguez. Han var även delaktig i införandet av användandet av repriser under matcherna för att avgöra tveksamma domslut.
Manfred befordrades i september 2013 till chief operating officer för MLB och han utsågs den 14 augusti 2014 enhälligt till den dåvarande kommissarien Bud Seligs efterträdare av klubbägarna i MLB. Han tillträdde som kommissarie den 25 januari 2015.

## Privatliv
Manfred bor utanför New York med sin maka Colleen. Paret har fyra barn.